# 塔爾-阿達瑞安
塔爾-阿達瑞安·安那迪爾（Tar-Aldarion Anardil，第二紀元700年——第二紀元1098年，在位期間：第二紀元883年——第二紀元1075年）是英國作家約翰·羅納德·瑞爾·托爾金的史詩式奇幻小說《精靈寶鑽》中的人物。他是努曼諾爾帝國第六任皇帝。
塔爾-阿達瑞安與伊仁絲（Erendis）結婚，只有一名女兒：
- 塔爾-安卡林（Tar-Ancalimë）

塔爾-阿達瑞安迎娶了努曼諾爾女子伊仁絲，他們原先是如膠似漆的情侶，但由於塔爾-阿達瑞安對海洋的渴望，加上伊仁絲對森林的愛戀，造成兩人感情無法融合的裂縫。最終，兩人決裂，演變成悲劇。他們的婚姻傳說寫成「安那迪爾與伊仁絲」（Aldarion and Erendis）的故事，這故事又稱「水手之妻子」（The Mariner's Wife）。
塔爾-阿達瑞安外號叫「水手」（The Mariner），但他原本的名字安那迪爾意思卻是樹木。因為他是一位出色林務員，而樹木是他的艦隊根本的材料。他的第一戀人是海，而且他成為了皇帝之前已經是一位了不起的探險家。他幾次旅途中在灰港岸聯絡諾多族最高君王吉爾加拉德，並且他在中土世界建立了一個重要努曼諾爾港口，被命名為維納朗達（Vinyalonde），意思是「新避风港」（New Haven）。他也在關絲洛河（Gwathló）興建隆得戴爾（Lond Daer）港口。至此，他大量砍伐伊寧威治（Enedwaith）和敏西力亞斯（Minhiriath）的樹林。
塔爾-阿達瑞安只有一名女兒，塔爾-安卡林。若果依照努曼諾爾帝國皇位承繼人法，女子不得承繼皇位，而皇位會落入妹妹的兒子穌羅圖（Soronto）手上，因此他改動法律，無論男女，只要居長就能登上皇位。
塔爾-阿達瑞安與伊仁絲部份故事在《失落的故事》出現，雖然故事殘缺不全。